# Šejh Sudi
Šejh Sudi, bh. povjesničar, iz obitelji hrv. nacionalnosti muslimanske vjere. Poznat po tome što bosanskohercegovačke Muslimane smatra Hrvatima. Rođen je u selu Sudićima, Sarajevski kotar. Po imenu sela potječe mu ime. Na glasu je među muslimanima Herceg-Bosne kao povjesničar ("muverrih"). Od njega se u rukopisu sačuvalo historiografsko djelo gdje se izrično spominje hrvatstvo Bosne i Hercegovine i kako su Bošnjaci i Hercegovci Hrvati.